# Conostegia arborea
Conostegia arborea là một loài thực vật có hoa trong họ Mua. Loài này được (Schltdl.) S. Schauer mô tả khoa học đầu tiên năm 1847.